# Тимошенко, Иван Иванович
Иван Иванович Тимошенко (25 сентября 1941, Ейск, Краснодарский край — 30 марта 2007, Ростов-на-Дону) — советский футбольный судья, в прошлом футболист, играл на позициях защитника и полузащитника. Судья международной категории (1984).

## Карьера

### Футбольная
Карьеру начал в 1961 году, когда выступал за ижевский «Зенит», далее играл за махачкалинское «Динамо» и «Салют» из города Каменск-Уральский, прежде чем вновь вернулся в «Зенит». Однако в 1966 году вновь покинул Ижевск и перебрался в «Авынтул», за который провёл 2 матча в Первой союзной лиге. В 1967 году вновь выступал за «Динамо» из Махачкалы. В 1968 году дебютировал за куйбышевские Крылья Советов) в Высшей Лиге, сыграв в дебютном сезоне 14 матчей, вскоре покинул клуб и перешёл в «Ростсельмаш». После чего выступал за «Динамо» (Махачкала), «Сахалин», «Химик» из Северодонецка и псковский «Машиностроитель». Завершал же карьеру в любительском клубе «Авангард» из Ростова-на-Дону.

### Судейская
С 7 мая 1981 года Тимошенко — судья всесоюзной категории, а с 1984 года — судья международной категории. Награждён памятной золотой медалью за судейство более 100 матчей в чемпионатах СССР. Всего же работал главным арбитром в 136 матчах Высшего эшелона советского футбола. Отсудил 2 матча на европейской арене в качестве главного судьи и один в качестве ассистента.

## Личная жизнь
Жена — Галина Васильевна, сын — Андрей (1969—2010), советский и российский футболист, также работал судьёй.